# Bjørkåsen

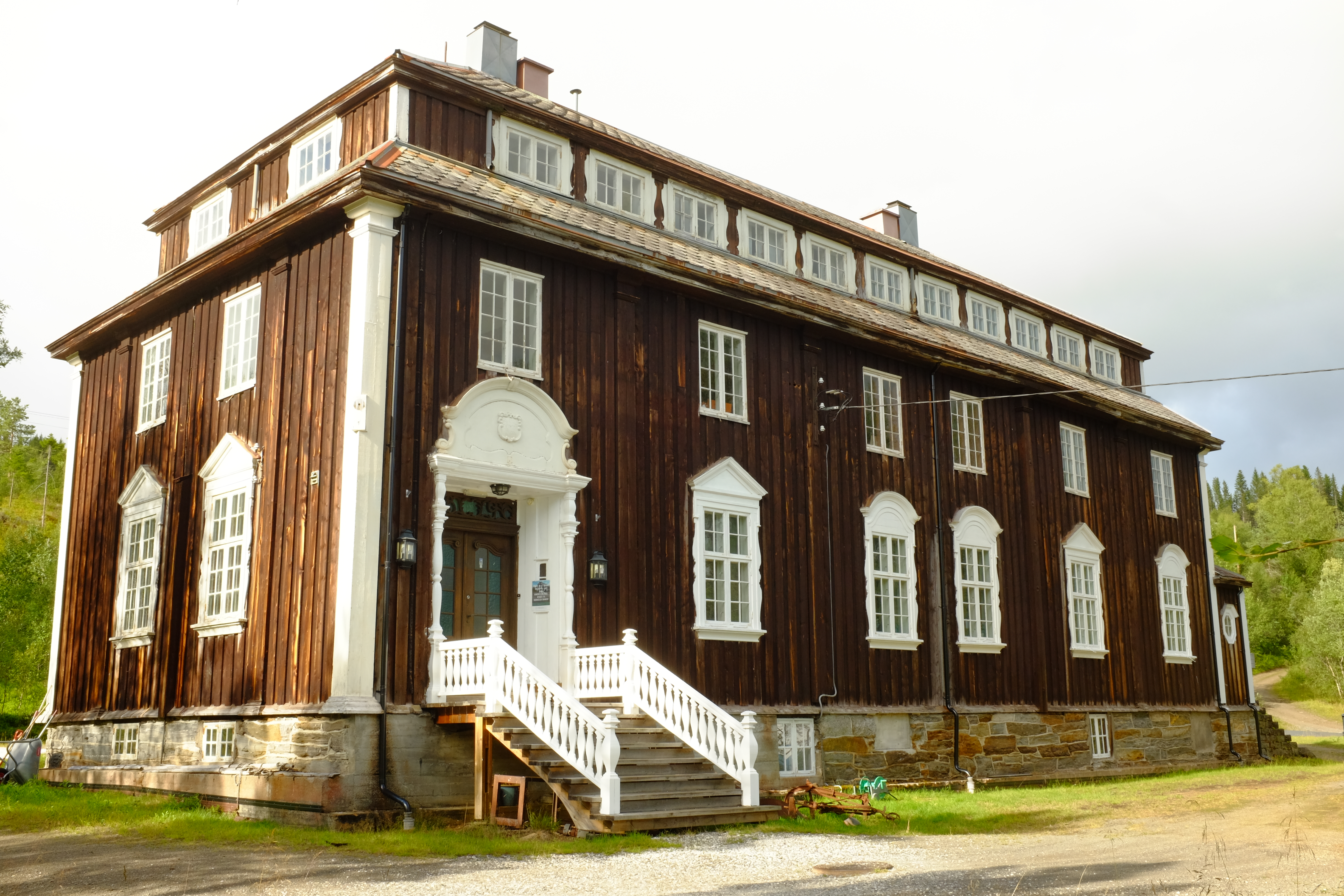
Administration des mines de Bjørkåsen dont le gisement de pyrite a été découvert en 1876.

Bjørkåsen (prononcé [bjœʁkɔsɛn]) est une localité du comté de Nordland, en Norvège.

## Géographie
Administrativement, Bjørkåsen fait partie de la kommune de Ballangen.